# 901-й горный корпусной артиллерийский полк
Не следует путать с 901-м артиллерийским полком 341-й стрелковой дивизии
901-й горно-артиллерийский Печенгский орденов Богдана Хмельницкого и Александра Невского полк — воинское подразделение в вооружённых силах СССР во время Великой Отечественной войны.

## История
Формирование полка начато в феврале 1944 года на базе отдельного истребительно-противотанкового артиллерийского дивизиона 3-й лёгкой стрелковой бригады и отдельного артиллерийского дивизиона 72-й морской стрелковой бригады.
В составе действующей армии с 27.02.1944 по 15.11.1944 года, с 14.02.1945 по 11.05.1945 и с 25.08.1945 по 03.09.1945 года.
Входил в состав 126-го лёгкого горнострелкового корпуса, повторил его боевой путь.
В феврале 1945 года переименован в 901-й горно-вьючный корпусной артиллерийский полк.
С 1945 года дислоцировался в составе корпуса в посёлке Урелики на Чукотке.

## Полное наименование
- 901-й горный корпусной артиллерийский Печенгский орденов Богдана Хмельницкого и Александра Невского полк или
- 901-й горно-вьючный корпусной артиллерийский Печенгский орденов Богдана Хмельницкого и Александра Невского полк

## Подчинение
| Дата            | Фронт (округ)             | Армия                 | Корпус (группа)                     | Примечания |
| --------------- | ------------------------- | --------------------- | ----------------------------------- | ---------- |
| 01.03.1944 года | -                         | -                     | -                                   | нет данных |
| 01.04.1944 года | Карельский фронт          | 14-я армия            | 126-й лёгкий горнострелковый корпус | -          |
| 01.05.1944 года | Карельский фронт          | 14-я армия            | 126-й лёгкий горнострелковый корпус | -          |
| 01.06.1944 года | Карельский фронт          | 14-я армия            | 126-й лёгкий горнострелковый корпус | -          |
| 01.07.1944 года | Карельский фронт          | 14-я армия            | 126-й лёгкий горнострелковый корпус | -          |
| 01.08.1944 года | Карельский фронт          | 14-я армия            | 126-й лёгкий горнострелковый корпус | -          |
| 01.09.1944 года | Карельский фронт          | 14-я армия            | 126-й лёгкий горнострелковый корпус | -          |
| 01.10.1944 года | Карельский фронт          | 14-я армия            | 126-й лёгкий горнострелковый корпус | -          |
| 01.11.1944 года | Карельский фронт          | 14-я армия            | 126-й лёгкий горнострелковый корпус | -          |
| 01.12.1944 года | Резерв Ставки ВГК         | 19-я армия            | 126-й лёгкий горнострелковый корпус | -          |
| 01.01.1945 года | Резерв Ставки ВГК         | 19-я армия            | 126-й лёгкий горнострелковый корпус | -          |
| 01.02.1945 года | Резерв Ставки ВГК         | -                     | 126-й лёгкий горнострелковый корпус | -          |
| 01.03.1945 года | 4-й Украинский фронт      | 38-я армия            | 126-й лёгкий горнострелковый корпус | -          |
| 01.04.1945 года | 4-й Украинский фронт      | 38-я армия            | 126-й лёгкий горнострелковый корпус | -          |
| 01.05.1945 года | 4-й Украинский фронт      | 1-я гвардейская армия | 126-й лёгкий горнострелковый корпус | -          |
| 01.06.1945 года | нет данных                | нет данных            | 126-й лёгкий горнострелковый корпус | -          |
| 01.07.1945 года | нет данных                | нет данных            | 126-й лёгкий горнострелковый корпус | -          |
| 01.08.1945 года | нет данных                | нет данных            | 126-й лёгкий горнострелковый корпус | -          |
| 09.08.1945 года | нет данных                | нет данных            | 126-й лёгкий горнострелковый корпус | -          |
| 03.09.1945 года | 1-й Дальневосточный фронт | -                     | 126-й лёгкий горнострелковый корпус | -          |

## Командование
- Лебедев Анатолий Иванович, майор

## Награды и наименования
| Награда (наименование)                | Дата                                                                     | За что получена |
| ------------------------------------- | ------------------------------------------------------------------------ | --- |
| Почётное наименование «Печенгский»    | Приказ Верховного Главнокомандующего СССР № 0354 от 31 октября 1944 года | За образцовое выполнение заданий командования в боях с немецкими захватчиками, за овладение городом Петсамо (Печенга) и проявленные при этом доблесть и мужество.                               |
| Орден Александра Невского             | Указ Президиума Верховного Совета СССР от 14 ноября 1944 года            | За образцовое выполнение заданий командования в боях с немецкими захватчиками, за овладение городом Киркенес и проявленные при этом доблесть и мужество.                                        |
| Орден Богдана Хмельницкого II степени | Указ Президиума Верховного Совета СССР от 4 июня 1945 года               | За образцовое выполнение заданий командования в боях с немецкими захватчиками при овладении городами Богумин, Фриштат, Скочув, Чадца, Великая Битча и проявленные при этом доблесть и мужество. |